# Assunção dos Anjos
Assunção Afonso de Sousa dos Anjos, més conegut com Assunção dos Anjos   (Luanda, 13 de febrer de 1946 - Madrid, 12 de desembre de 2022), fou un polític i diplomàtic d'Angola que va exercir de ministre d'afers exteriors de 2008 a 2010.

## Biografia
Anjos va treballar al Ministeri de Relacions Exteriors com a director per Àfrica i Orient Mitjà. Va ser director del Gabinet del viceprimer ministre, director del Gabinet del ministre de Planificació, i després director del Gabinet del President de la República de 1979 a 1993, sota José Eduardo dos Santos. Posteriorment, fou nomenat ambaixador a Espanya fins que va dimitir del càrrec a petició seva en novembre de 1999. Aleshores fou nomenat ambaixador a França; en octubre de 2002, quan encara estava ocupant el càrrec, va negar categòricament que Angola tingués cap presència militar a Costa d'Ivori durant la guerra civil d'aquest país.
Anjos fou nomenat aleshores ambaixador a Portugal a principis d'agost de 2002 i va jurar aquest càrrec pel president dos Santos el 18 de desembre de 2002. Posteriorment, l'1 d'octubre de 2008 fou nomenat ministre de Relacions Exteriors, després d'haver renunciat immediatament al seu càrrec d'ambaixador a Portugal. En 2010 fou substituït per Georges Rebelo Chicoti i posteriorment fou nomenat assessor presidencial adviser.
Anjos va ser membre del Comitè Central del Moviment Popular per a l'Alliberament d'Angola (MPLA).